# Lee De Forest
Lee De Forest, (Iowa, 26 de agosto de 1873-Hollywood, 30 de junio de 1961) fue un inventor estadounidense con aproximadamente 300 patentes registradas, entre las que destaca el triodo, primer dispositivo amplificador y origen del posterior desarrollo de la Electrónica basada en las válvulas de vacío.

## Biografía
De Forest nació en 1873 en Council Bluffs, Iowa, pero creció en Talladega, Alabama, donde habían enviado a su padre, ministro religioso, para reorganizar una escuela negra. Fue un lugar solitario para el joven Lee; privado de las habituales relaciones juveniles, dispuso de mucho tiempo para leer. Su padre intervino directamente en la educación del niño, con la esperanza de orientarlo a la vocación religiosa.
Sin embargo, Lee prefería la ciencia y mostró tener gran aptitud para ella, construyendo baterías y motores que eran de calidad profesional. En la Escuela Científica Sheffield, de Yale, recibió estímulo su talento, y permaneció allí hasta obtener el doctorado en 1899.
Durante toda su vida, creó una idea potencialmente lucrativa tras otra, pero la falta de perspicacia comercial le impidió sacar provecho del fruto de su genio. El crecimiento excesivo de la compañía que había creado acabó por provocar la bancarrota, pero De Forest se recobró rápidamente.
El joven inventor se casó en 1908, aunque tuvo una luna de miel muy atareada. Con su esposa fue a París, y allí instaló un transmisor telefónico en la parte superior de la Torre Eiffel. A su regreso a los Estados Unidos, fue asediado por las solicitudes de sus inventos que le hacían personas de todas las clases sociales. Construyó antenas en los techos de los rascacielos e instaló su equipo electrónico de amplificación sonora (micrófonos) en los teatros y en el Metropolitan Opera House.
Idea tras idea salía del prolífico cerebro de De Forest. Entre sus muchos inventos, obtuvo las patentes de un bisturí, el circuito oscilador de alta frecuencia, el radioteléfono, los sistemas de transmisión y recepción de radio, los sistemas de comunicación de los trenes, un altavoz, la celda fotoeléctrica, la cámara de cine a prueba de ruidos y un aparato de televisión y de televisión en color. 
El 15 de abril de 1923, mostró en el cine Rivoli de la ciudad de Nueva York su sistema Phonofilm para la sincronización del sonido en películas. En esta demostración al público y a la prensa, se proyectaron un total de 18 cortometrajes de diversas duraciones y temáticas. A pesar de no ser una película, se considera como el primer filme con sonido sincronizado de la historia. Sin embargo, los críticos presentes alabaron la novedad pero expresaron opiniones negativas en relación con la calidad del sonido.

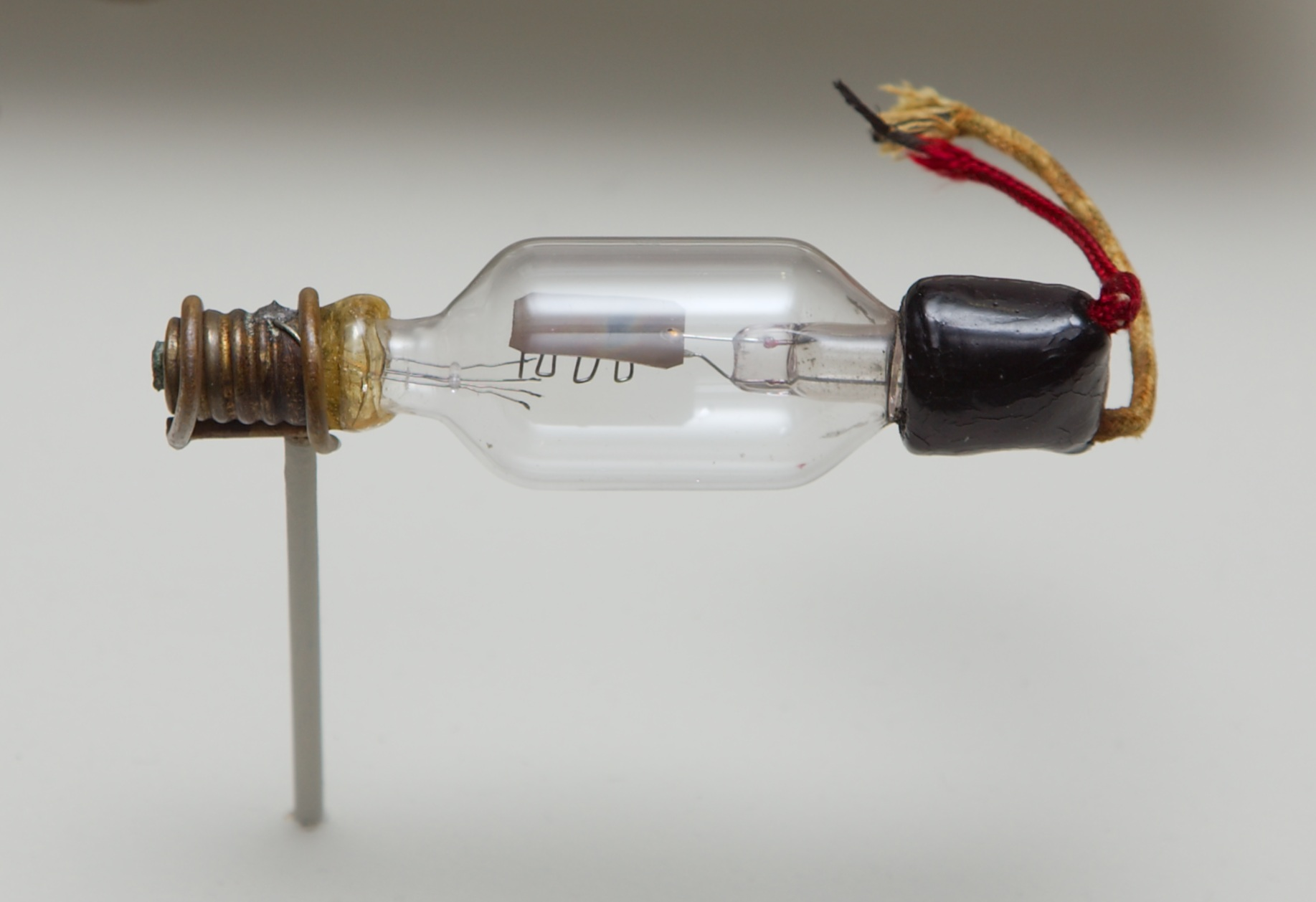
De Forest Triodo, 1906.

Pero fue en 1906 cuando De Forest inventó el triodo. El objetivo de De Forest era el de descubrir un método para amplificar las ondas y al mismo tiempo, controlar el volumen del sonido. Construyó una delgada tira de alambre de platino (a la que dio el nombre de "rejilla"), la dobló en zigzag y la colocó entre el filamento y la placa. Después, encerró todo el aparato en una bombilla de vidrio.
Por la invención del Triodo y la revolución tecnológica que este creó es considerado el Padre de la Electrónica, ya que antes del Triodo, la electrónica se limitaba básicamente a convertir la corriente alterna en corriente directa o continua, o sea, solo se construían fuentes de alimentación. Sin embargo, con la creación del Triodo de Vacío, vino la amplificación de todo tipo de señales, sobre todo las de audio, la radio, la TV y otros numerosos inventos. Esto hizo que la industria de estos equipos tuviera un repunte tan grande que ya en la década posterior a 1930 se acuñó la palabra por primera vez de "Electrónica" para referirse a la tecnología de estos equipos emergentes.
Difícilmente se consideraría que el retorcer un delgado fragmento de alambre e insertarlo en una bombilla es un incidente que conmueve al mundo; sin embargo, eso es literalmente lo que hizo Lee De Forest al inventar el triodo, que está considerado en la actualidad como uno de los veinte inventos más importantes de la historia de la humanidad por su papel en el origen de la electrónica.
En 1908, trasmitió música de fonógrafo desde la Torre Eiffel, alcanzando los 800 kilómetros de distancia, y ya en 1910 realizó la primera transmisión de una opera en vivo.

## Trabajos tempranos en radio

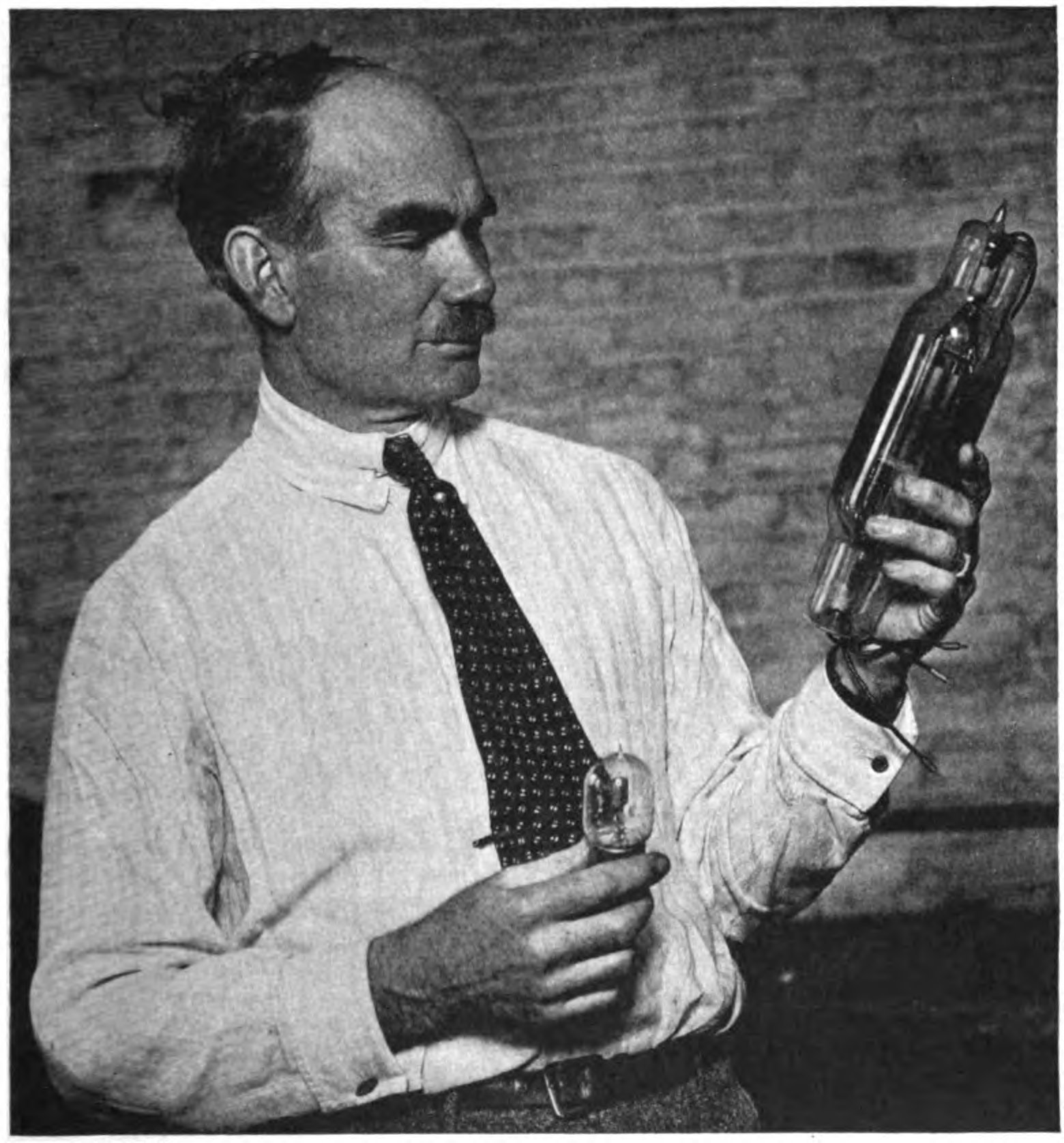
De Forest, en algún momento entre 1914 y 1922, con dos de sus Audions, un pequeño tubo receptor de 1 vatio (izquierda), y un tubo de potencia de transmisión posterior de 250 vatios (derecha), al que llamó "oscillion".

Como reflejo de su trabajo pionero, de Forest ha sido considerado en ocasiones el "Padre de la radio", un honorífico que adoptó como título de su autobiografía de 1950. A finales del siglo XIX se convenció de que la comunicación radiotelegráfica (entonces conocida como "telegrafía sin hilos") tenía un gran futuro, pero el italiano Guglielmo Marconi, que recibió su primera patente en 1896, ya estaba realizando avances impresionantes tanto en Europa como en Estados Unidos. Uno de los inconvenientes del enfoque de Marconi era el uso de un cohesor como receptor, que, aunque permitía registros permanentes, también era lento (después de cada punto o guion de código Morse recibido, había que tocarlo para restablecer el funcionamiento), insensible y poco fiable. De Forest estaba decidido a idear un sistema mejor, que incluyera un detector autorrestaurable que pudiera recibir las transmisiones de oído, con lo que sería capaz de recibir señales más débiles y también permitiría velocidades de envío de código Morse más rápidas.
Después de hacer infructuosas averiguaciones sobre empleo con Nikola Tesla y Marconi, de Forest se lanzó por su cuenta. Su primer trabajo tras abandonar Yale fue en el laboratorio telefónico de la Western Electric Company en Chicago, Illinois. Allí desarrolló su primer receptor, basado en los descubrimientos de dos científicos alemanes, los doctores A. Neugschwender y Emil Aschkinass. Su diseño original consistía en un espejo en cuya parte posterior plateada se había practicado una estrecha hendidura humedecida. Conectando una batería y un receptor telefónico, podían oír los cambios de sonido en respuesta a los impulsos de las señales de radio. De Forest, junto con Ed Smythe, un compañero de trabajo que aportó ayuda financiera y técnica, desarrollaron variaciones que llamaron "respondedores".
A este puesto le siguieron otros de corta duración, como tres meses improductivos en la American Wireless Telegraph Company del profesor Warren S. Johnson en Milwaukee, Wisconsin, y un trabajo como editor adjunto del Western Electrician en Chicago. Con la investigación radiofónica como principal prioridad, de Forest aceptó un puesto de profesor nocturno en el Lewis Institute, lo que le permitió realizar experimentos en el Armour Institute. Hacia 1900, utilizando un transmisor de bobina de chispa y su receptor de respuesta, de Forest amplió su alcance de transmisión a unos siete kilómetros (cuatro millas). El profesor Clarence Freeman del Instituto Armour se interesó por el trabajo de de Forest y desarrolló un nuevo tipo de transmisor de chispa.
De Forest pronto sintió que Smythe y Freeman le estaban frenando, así que en otoño de 1901 tomó la audaz decisión de ir a Nueva York para competir directamente con Marconi en la transmisión de los resultados de las regatas internacionales de yates. Marconi ya había hecho arreglos para proporcionar informes a la Associated Press, lo que había hecho con éxito para la competición de 1899. De Forest contrató a la Asociación de Editores de Prensa para que hiciera lo mismo.
La carrera resultó un fracaso casi total. El transmisor Freeman se averió -en un arrebato de ira, de Forest lo tiró por la borda- y tuvo que ser sustituido por una bobina de chispa normal. Peor aún, la American Wireless Telephone and Telegraph Company, que afirmaba ser propietaria de la patente de comunicación inalámbrica de Amos Dolbear de 1886, lo que le otorgaba el monopolio de todas las comunicaciones inalámbricas en Estados Unidos, también había instalado un potente transmisor. Ninguna de estas empresas disponía de una sintonización eficaz para sus transmisores, por lo que sólo uno podía transmitir a la vez sin causar interferencias mutuas. Aunque se intentó que los tres sistemas evitaran conflictos rotando las operaciones en intervalos de cinco minutos, el acuerdo se rompió, lo que provocó el caos al chocar entre sí las transmisiones simultáneas. De Forest señaló con pesar que, en estas condiciones, la única comunicación "inalámbrica" con éxito se realizaba mediante banderas visuales de semáforo "wig-wag". (Las regatas internacionales de 1903 serían una repetición de las de 1901: Marconi trabajaba para la Associated Press, de Forest para la Publishers' Press Association, y la International Wireless Company, no afiliada (sucesora de la American Wireless Telephone and Telegraph de 1901), operaba un transmisor de alta potencia que se utilizaba principalmente para ahogar a las otras dos.).

## American De Forest Wireless Telegraph Company

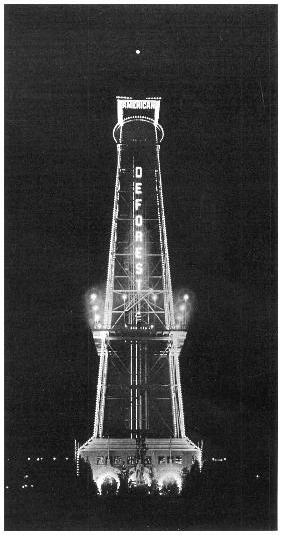
American DeForest Wireless Telegraph Company's observation tower, 1904 Louisiana Purchase Exposition at Saint Louis, Misuri.

A pesar de este contratiempo, de Forest permaneció en la zona de Nueva York, con el fin de despertar el interés por sus ideas y conseguir capital para reponer las pequeñas empresas en funcionamiento que se habían formado para promover su trabajo hasta el momento. En enero de 1902 conoció a un promotor, Abraham White, que se convertiría en el principal patrocinador de de Forest durante los cinco años siguientes. White ideó planes audaces y expansivos que sedujeron al inventor; sin embargo, también era deshonesto y gran parte de la nueva empresa se basaría en exageraciones descabelladas y fraudes bursátiles. Para respaldar los esfuerzos de de Forest, White creó la American DeForest Wireless Telegraph Company, presidida por él mismo y dirigida científicamente por de Forest. El objetivo de la empresa era el desarrollo de la "tecnología inalámbrica mundial".
El receptor "respondedor" original (también conocido como "goo anti-coherer") resultó ser demasiado tosco para ser comercializado, y de Forest luchó por desarrollar un dispositivo no infractor para recibir señales de radio. En 1903, Reginald Fessenden demostró un detector electrolítico, y de Forest desarrolló una variación, a la que llamó "detector de pala", alegando que no infringía las patentes de Fessenden. Fessenden, y los tribunales estadounidenses, no estuvieron de acuerdo, y las órdenes judiciales prohibieron al estadounidense De Forest utilizar el dispositivo.
Mientras tanto, White puso en marcha una serie de promociones muy visibles para American DeForest: "A principios de 1904 se establecieron dos estaciones en Wei-hai-Wei, en la China continental, y a bordo del vapor chino SS Haimun, lo que permitió al corresponsal de guerra Lionel James, capitán de The Times de Londres, informar sobre la incipiente guerra ruso-japonesa, y más tarde ese mismo año se erigió una torre, con "DEFOREST" iluminada, en los terrenos de la Louisiana Purchase Exposition en Saint Louis, Misuri, donde la compañía ganó una medalla de oro por sus demostraciones radiotelegráficas. (Marconi se retiró de la Exposición cuando supo que de Forest estaría allí).
El primer contrato más importante de la empresa fue la construcción, en 1905-1906, de cinco estaciones radiotelegráficas de alta potencia para la Marina de los Estados Unidos, situadas en Panamá, Pensacola y Key West (Florida), Guantánamo (Cuba) y Puerto Rico. También instaló estaciones costeras a lo largo de la costa atlántica y los Grandes Lagos, y equipó estaciones de a bordo. Pero el objetivo principal era vender acciones a precios cada vez más inflados, estimulados por la construcción de estaciones de promoción en el interior. La mayoría de estas estaciones interiores no tenían ninguna utilidad práctica y se abandonaron una vez que las ventas de existencias locales se ralentizaron.
De Forest acabó entrando en conflicto con la dirección de su empresa. Su principal queja era el escaso apoyo que recibía para llevar a cabo sus investigaciones, mientras que los directivos de la empresa estaban molestos por la incapacidad de De Forest para desarrollar un receptor práctico que no infringiera las patentes. (Este problema se resolvió finalmente con la invención del carborundo) crystal detector por otro empleado de la compañía, el general Henry Harrison Chase Dunwoody). El 28 de noviembre de 1906, a cambio de 1000 dólares (la mitad de los cuales fueron reclamados por un abogado) y los derechos sobre algunas de las primeras patentes de detectores Audion, De Forest entregó sus acciones y dimitió de la empresa que llevaba su nombre. American DeForest se reorganizó entonces como United Wireless Telegraph Company, y sería la empresa de radiocomunicaciones dominante en Estados Unidos, aunque apuntalada por un fraude masivo de acciones, hasta su quiebra en 1912.

## Legado

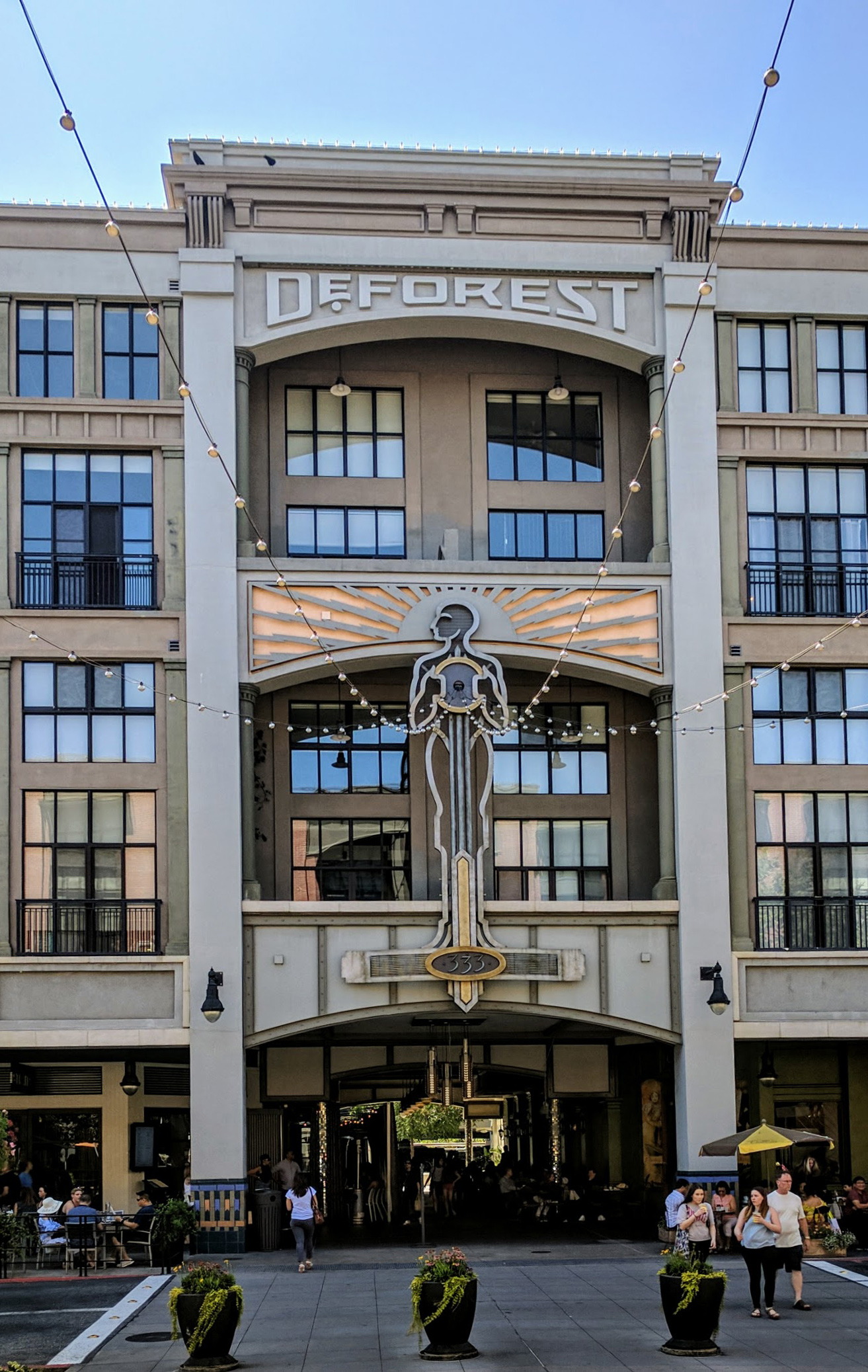
Los DeForest Lofts en Santana Row, San José, California, se encuentran en este edificio esta que lleva el nombre de Lee de Forest.

La rejilla Audion, que de Forest llamó "mi mayor invento", y los tubos de vacío desarrollados a partir de ella, dominaron el campo de la electrónica durante cuarenta años, haciendo posible el servicio telefónico de larga distancia, la transmisión de radio, televisión y muchas otras aplicaciones. También podría usarse como un elemento de conmutación electrónica, y más tarde se usó en la electrónica digital temprana, incluidas los primeros ordenadores electrónicos, aunque la invención de 1948 del transistor daría lugar a microchips que finalmente suplantaron la tecnología de tubos de vacío. Por esta razón, de Forest ha sido llamado uno de los fundadores de la "era electrónica".
Según Donald Beaver, su intenso deseo de superar las deficiencias de su infancia explica su independencia, confianza en sí mismo e inventiva. Mostró un fuerte deseo de lograr, de vencer las dificultades y de dedicarse a una carrera de invención. "Poseía las cualidades del inventor-manitas tradicional: fe visionaria, confianza en sí mismo, perseverancia, la capacidad para el trabajo duro sostenido".
Los archivos de De Forest fueron donados por su viuda a la Perham Electronic Foundation, que en 1973 abrió el Foothills Electronics Museum en el Foothill College en Los Altos Hills, California. En 1991, la universidad cerró el museo, rompiendo su contrato. La fundación ganó una demanda y recibió $775 000. Las existencias se almacenaron durante doce años, antes de ser adquiridas en 2003 por History San José y exhibidas como The Perham Collection of Early Electronics.

## Eponimia
- El cráter lunar De Forest lleva este nombre en su memoria.[21]